# 長崎市民会館
長崎市民会館（ながさきしみんかいかん）は長崎県長崎市魚の町にある文化ホール・公民館・体育館等を備える総合施設。長崎開港400周年を記念して長崎市によって建設された。1974年（昭和49年）に全館が完成した。

## 概要
規模
- 敷地面積 - 5,048.37m²
- 建築面積 - 4,281.77m²
- 建築延べ面積 - 25,415.46m²

構造
- 鉄骨鉄筋コンクリート造　地上7階・地下2階

着工日
- 1972年（昭和47年）6月1日

完成日
- 1974年（昭和49年）2月20日

## 施設
- 文化ホール（地下1階～地上2階） - ホール（収容人員977名）・展示ホール・リハーサル室・音楽室・和室・大会議室・小会議室・第1～第7会議室
- 市民体育館（3階アリーナ、4・5階観覧席） - 競技場・卓球室・トレーニング室・軽スポーツ室・第1～第3会議室
- 中央公民館[1] - 第1～第6研修室・視聴覚室・調理実習室
- 男女共同参画推進センター「アマランス」 - 会議1～4・研修室1.2・和室・幼児室（授乳室）・交流コーナー・図書コーナー

長崎市役所の別館としての機能を持つ。
- 7階 - 人権男女共同参画室
- 6階 - 国体推進部（総務企画課　競技運営課）
- 2階 - スポーツ振興課、文化財課、生涯学習課、（中央公民館　　
- 1階 - （男女共同参画推進センターアマランス）

## 沿革
- 1972年（昭和47年）

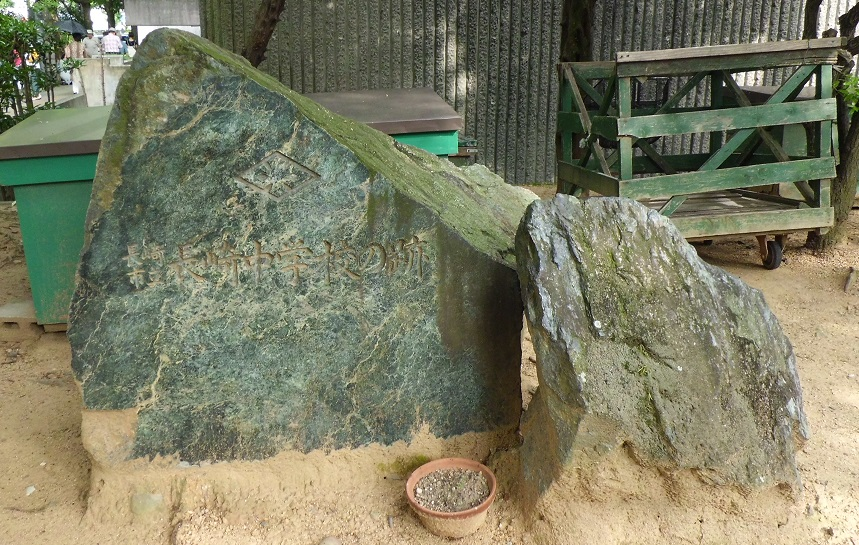
長崎市立長崎中学校の跡（碑）
（長崎市民会館敷地内）

  - 5月27日 - 長崎市魚の町の元長崎市立長崎中学校跡地[2]で、長崎開港400周年記念事業の一環として長崎市民会館の起工式を挙行。
  - 6月1日 - 着工。
- 1973年（昭和48年）
  - 6月23日 - 長崎市民会館の一部が完成し、開館式典を挙行。
    - 3～6階 - 市民体育館 - 1,467m²の競技場（バレーボール・バスケットボール等の実施が可能）、シャワー室、6階部分にトレーニングルームと健康相談室を備える。
    - 2階 - 中央公民館[1] - 研修室、図書室、視聴覚室を備える。
    - 1階 - 心身障害者福祉センター - 図書室、作業訓練室、浴室等を備える。

  - 12月22日 - 市民の文化的教養の向上を図ることを目的として市民会館内に文化ホールを開設。長崎市教育委員会が管理。
- 1974年（昭和49年）
  - 1月14日 - 地下駐車場がオープン。
    - 車室3,078m²、地下二層式で収容台数190台。総工費4億500万円余り。都市計画事業の一環として1971年（昭和46年）4月に起工していた。
    - 長崎県で初めて駐車券発行機と自動料金計算装置を採り入れた近代的な駐車場。24時間終日営業で年中無休、財団法人長崎市駐車場管理公社が管理運営を行う。

  - 3月5日 - 市民会館前広場（魚の町公園）に北村西望と富永直樹の彫刻作品が設置される。
    - 作品はどちらもブロンズ像で、北村西望作は「花吹雪」と富永直樹作は「平和の叫び」。前者は長崎市内4ロータリークラブ、後者は長崎開港400周年記念実行委員会によって寄贈された。

  - 3月7日 - 長崎市民会館全館が完成し、文化ホールで落成記念式典を挙行。
    - 落成記念行事として、7日にこけら落としの儀があり、人間国宝の田中傳左衛門（東京都）が一番太鼓を打って会館を祝した。
    - 地上7階建て、建築延べ面積25,400m²。
      - 7階 - 長崎市男女共同参画
      - 3～5階 - 市民体育館
      - 2階 - 中央公民館
      - 1階 - 男女共同参画推進センターアマランス
      - 2階～地下1階 - 文化ホール
      - 地下1階・2階 - 地下駐車場

  - 3月9日 - 交響詩「ながさき」の発表演奏会が文化ホールで開催される。
    - 長崎開港400年を機に、長崎の文化的財産とするため、詩人の江間章子に作詞が、作曲家の團伊玖磨に作曲が依頼された。発表演奏会は團伊玖磨の指揮により長崎交響楽団が演奏し、長崎市内6合唱団の混成チームが出演した。

  - 8月 - 長崎市公会堂と長崎市民会館を結ぶ魚の町歩道橋が完成（工費 3,400万円）。
- 1991年（平成4年）4月 - 心身障害者福祉センターが長崎市障害福祉センター（もりまちハートセンター）として茂里町に完成・移転。
- 2002年（平成14年）7月 - バリアフリー化のため、魚の町歩道橋が撤去され、横断歩道が設置される。
- 2016年（平成28年）4月 - NBCソシアによる指定管理となる。

## 魚の町公園
魚の町公園は市民会館の北西側に整備されている公園である。長崎市庁舎新庁舎の整備に合わせて再整備が行われ、2022年5月15日にオープンイベントが行われた。

## アクセス
最寄りの鉄道駅・路面電車停留場
- JR九州長崎本線長崎駅
- 長崎電気軌道桜町支線・蛍茶屋支線市役所停留場

最寄りのバス停
- 県営バス・長崎バス「長崎市役所」バス停

## 周辺
- 長崎市役所
- 旧長崎警察署
- 長崎市消防局
- 長崎市立長崎幼稚園
- 長崎市立桜町小学校（旧長崎市立勝山小学校）
- 長崎市立諏訪小学校（旧長崎市立磨屋小学校）
- 長崎市立図書館（旧長崎市立新興善小学校）
- 旧長崎県立長崎図書館
- 長崎歴史文化博物館
- 長崎女子商業高等学校
- 中島川

## 参考資料
- 「市制百年 長崎年表」（1989年（平成元年）4月1日, 長崎市役所）

## 関連事項
- 長崎市役所